# SportsNation
«SportsNation» (досл.: «Спортивная нация») — американская спортивная программа, транслируемая на каналах ESPN, ESPN2, ESPNews, в России — на Viasat Sport. Программа на прямую связана с голосованием на сайте ESPN.com в разделе SportsNation. 60 % материала шоу, как правило, предложено зрителями, включая видео из интернета, твиты спортсменов и онлайн-опросы. Шоу периодически выходило в эфир на ESPN и ESPN2, прежде чем (с сентября 2011 года) стать постоянным атрибутом теленедели ESPN2 в виде дневного блока.
По состоянию на ноябрь 2015 года, ведущими «SportsNation» являются Мишель Бидл, Макс Келлерман и Марселлус Уайли, программа производится в лос-анджелесской студии ESPN. С 6 июля 2009 по 20 декабря 2012 года шоу снималось в мировой штаб-квартире ESPN в Бристоле, Коннектикут. Изначально ведущими были Колин Каухерд, который ведёт программу «The Herd with Colin Cowherd» на ESPN Radio, и Мишель Бидл, которая перешла на ESPN с канала YES Network. В июне 2012 года Бидл ушла на NBC и была заменена на Кариззу Томпсон. В сентябре 2012 года Коухерд объявил о своём уходе из «SportsNation», чтобы сосредоточиться на своей работе на радио. Уайли, который являлся участником различных программ на ESPN, был объявлен в качестве его замены. 3 марта 2014 года Бидл вернулась в «SportsNation».

## Известные рубрики

### Победители и проигравшие (Winners and Losers)
В конце шоу Макс и Марселлус анализируют новости дня в разрезе победитель/проигравший.

### 44 насмешки месяца (44 Jeers of a Month)
В конце месяца «SportsNation» показывает 44 самых смешных момента месяца.

### Блок (The a Block)
В начале каждого шоу показаны вопросы, заданные зрителям на веб-сайте программы. Ведущие кратко обсуждают каждую тему, а затем выясняют, что ответила Нация.

### Вы слышали это? (Did You Hear That?)
Топ-5 из лучших звуковых вырезок за день, которые «должны услышать» зрители.

### Рисунки Колина (Colin’s Pictures)
Колин рисует маркером картинки на белом плакате, чтобы проиллюстрировать своё мнение о темах дня, Каризза, в свою очередь, критикует их, а зрители голосуют нравится им рисунок или нет.

### Три одобрения/насмешки/слезы (Three Cheers/Jeers/Tears)
В течение каждого шоу появляются следующие сегменты демонстрирующие хорошие и плохие моменты дня:
- Три одобрения — три наиболее интересных спортивных момента, такие как ловля мяча одной рукой в американском футболе, слэм-данк с оборотом на 360 градусов в баскетболе или бисиклета в футболе. Иногда моменты повторяются во время шоу.
- Три насмешки — три печальных или неприятных момента, например, игрок получает мячом в лицо или не реализует стопроцентный момент в каком-либо виде спорта.
- Три слезы — три худших момента дня, например, полученная травма или проигрыш хоккеиста в драке.

### Поддельные звонки от настоящих фанатов (Fake Calls from Real Fans)
Зритель звонит в эфир, чтобы задать вопрос ведущим, делая вид, что он известная спортивная фигура.

### Свидание, свадьба, отказ (Date, Marry, Dump)
Представлены шлемы четырёх команд НФЛ с общей связью, например, из одного дивизиона, Колин должен выбрать один: «свидание», «свадьба» или «отказ».

### Время игры (Game Time)
Ведущие пытаются предсказать, как ответила на вопросы Нация.
- B.S.-метр — демонстрируется видео, в котором спортсмен делает заявление, которое можно рассматривать как B.S. («вздорное заявление»), а Колин вместе со зрителями с помощью «B.S.-метра» решают, что это заявление не B.S., немного B.S., B.S. или тотальное B.S. Если утверждение B.S. или тотальное B.S., фотография головы спортсмена выставляется на Доску вранья.
- Число скрипов — ведущие должны угадать с каким процентом Нация ответила на определённый вопрос, им в помощь даётся число из трёх цифр, из которого они должны выбрать два возможных варианта (например, 454 будет означать 45 % и 54 %).
- Прогулка по планке — один из ведущих задаёт 4-5 вопросов другому ведущему, который одет в пирата, он должен угадать с каким процентом ответила на эти вопросы Нация. После каждого ответа ведущий должен сделать шаг в сторону конца доски пиратского корабля, если он сделает более 40 шагов его заставляют спрыгнуть.
- Выбор мульти-опроса — Каризза задаёт четыре вопроса, каждый с четырьмя вариантами ответов Нации. В этой рубрике Колин носит красное пальто как у Рона Бургундии, в то же время, имитируя его манеры — пьёт виски и пошло шутит.
- Поп-культура / Кино-игра — ведущие задают вопрос с двумя возможными ответами, один из них спортсмен, второй икона поп-культуры, известная за пределами спортивного мира. Каждый ведущий пытается угадать более популярный ответ Нации. Кино-игра имеет тот же формат, только вместо поп-идола, представитель киноиндустрии.
- Кто хочет выиграть пиццу? — пародия на программу Who Wants to Be a Millionaire?, хотя каждый раз Каризза объявляет, что любые сходства с любыми шоу случайны. Колин задаёт вопрос с четырьмя возможными ответами и выбирает тот, который, по его мнению, выбрала Нация. Его целью является правильно ответить на все четыре вопроса и выиграть пиццу на всю команду шоу.
- Были ли они осуждены? — игра появилась вскоре после нескольких инцидентов с применением насилия в НФЛ. Один из ведущих должен ответить был ли задержан игрок, используя кадры различных инцидентов НФЛ из прошлых сезонов. Игра проводилась только один раз, 1 декабря 2010 года.
- Шкала SportsNation от 1 до 10 — рубрика, в которой Колин и приглашённый ведущий ставят оценке по шкале от 1 до 10 по таким темам как, например, «Являются ли „Майами Хит“ лучше без Дуэйна Уэйда?».

### Запри их (Lock Em' Up)
Во время сезона НФЛ, Колин объявляет три своих НФЛ «замка» на неделю: маленький замок (Little Lock), крепкий замок (Solid Lock) и мастер-замок (Master Lock), выдаются Колином по мере возрастания его уверенности в победе какой-либо команды. Также проводится реалити-шоу знакомств «Замок любви Колина» (Colin’s Lock of Love).

### Пульс нации (Pulse of the Nation)
Список из пяти самых громких историй дня.

### Странные веб-истории (Weird Web Stories)
Каждый день показываются три видеоролика из интернета, они необычны и часто не связаны со спортом. Часто последнее видео останавливают посередине, для того чтобы задать вопрос ведущим с несколькими вариантами ответов о том, что, по их мнению, произойдёт дальше. Иногда некоторые видео поддельные.

### Рейтинг силы (Power Rankings)
В шоу перечислены те, кто, по их мнению, входит в первую пятерку в одной из нескольких категорий:
- Кандидаты на звание Самого ценного игрока НФЛ.
- Лучшие команды в НФЛ, НБА и MLB, или футбольные и баскетбольные команды в NCAA .
- Игроки NCAA, которые, скорее всего, получат Хейсман Трофи.
- Лучшие игроки НБА.
- Лучший проект драфта НФЛ.

Впоследствии ведущие беседуют с главным продюсером веб-сайта шоу, Гейбом.

### Что мы узнали (What We Learned)
Повторение результатов опросов в начале шоу и странных веб-историй.

## Специальные эпизоды
- 5 октября 2009 года. Чтобы отпраздновать первую игру Бретта Фарва против своей бывшей команды, «Грин-Бей Пэкерс», ведущие объявили «День Бретта Фарва» и попытались побить мировой рекорд по большинству упоминаний о Бретте за час. Они закончили шоу с 203 упоминаниями о нём.
- 30 октября 2009 года. В последнем эпизоде перед Хеллоуином ведущие были одеты как на Рождество и Хеллоуин, в таком же стиле была украшена студия.
- 30 ноября 2009 года. Оба ведущих были одетые как поклонники «Нью-Ингленд Пэтриотс» и «Нью-Орлеан Сэйнтс», а также проводили опрос на протяжении всего шоу, чтобы определить, кого окунут в воду в конце шоу. В итоге, проиграл Колин.

Январь 2010 года. В то время как повторные трансляции Открытого чемпионата Австралии по теннису транслировались на ESPN2, шоу было перенесено на ESPNU, спортивный канал колледжа ESPN. Чтобы отпраздновать, ведущие переименовали шоу в «SportsNation University» и украсили студию в стиле комнат общежития, в начале первой недели была открыта пицца, которая осталась открытой в студии, чтобы гнить в течение 10 дней.
- 11 апреля 2010 года. Программа совпала с последней игрой «Кливленд Кавальерс» в регулярном сезоне, в эфире шоу с экстрасенс Мисс Клео предсказало, что Леброн Джеймс будет играть за «Вашингтон Уизардс» в сезоне 2010/11.
- 22 апреля 2010 года. Программа выходила в стиле фильма «Аватар».
- 10 июня 2010 года. Программа была приурочена к Чемпионату мира по футболу 2010 года, особой приглашённой звездой стал Пеле.
- 3 августа 2010 года. Программа была приурочена к выходу на пенсию Бретта Фарва и дню рождения Тома Брэди.
- 10 августа 2010 года. Спешл посвящённый игре «Madden NFL 11».
- 20-23 сентября 2010 года. Путешествие Конференции Big Ten по стране, включая выступления Висконсинского, Айовского, Мичиганского и Пенсильванского университетов.
- 29 октября 2010 года. Для финального шоу перед Хеллоуином ведущие были одеты как их коллеги со спорт-шоу «Pardon the Interruption».
- 23 декабря 2010 года и 22 декабря 2011 года. Выпуск «101 Holiday Jeers» — 101 самый смешной момент выходных.
- С 31 января по 4 февраля 2011 года. Программа проходила в Санденс-сквер в Форт-Уэрте, примерно в 20 милях к западу от Арлингтона, где тогда проходил Супербоул.
- 25 февраля 2011 года. В отличие от предстоящей премии Оскар, ведущие раздавали «FAIL-y Awards» (Премия неудачников), награждая людей из спортивных видеороликов, которые потерпели неудачу.
- 8 марта 2011 года. Чтобы отпраздновать «Мартовское безумие», ведущие представили лучшие баззер-битеры студенческого баскетбола.
- 30 марта 2011 года. Показ четырёх лучших спешелов.
- 27 апреля 2011 года. В конце шоу ведущие объявили спортсмена, который попал на обложку видеоигры «Madden NFL 12». В финальном голосовании Пейтон Хиллис выиграл у Майкла Вика, которые были в студии на протяжении всего шоу.
- 4 апреля 2012 года. Чтобы отпраздновать Ночь открытия MLB в новом Марлинс Парке и матч между «Майами Хит» и «Оклахома-Сити Тандер», программа была оформлена в стиле Майами, в студии были пальмы, декорации «Марлинс» и «Хит», а Колин и Мишель одеты как Крокетт и Таббс из сериала «Полиция Майами».
- 25 апреля 2012 года. Второй год подряд в конце шоу был объявлен спортсмена, который попал на обложку видеоигры «Madden NFL 13». Шоу транслировалось в прямом эфире с Таймс Сквер в Нью-Йорке. На шоу присутствовали два участника финального голосования Кэлвин Джонсон и Кэм Ньютон.
- 1 июня 2012 года. В честь последней программы Мишель Бидл, опросы и игры были сосредоточены вокруг её любимых моментов из шоу. В конце шоу Бидл уехала в лимузине, а на экране появились ноги новой соведущей и надпись «Продолжение следует 4 июня».
- 24 декабря 2012 года. Издевательство «Kennedy Center Honors» представило «Награду SportsNation», Каризза Томпсон была ведущей церемонии, которая была посвящена последней программе Колина Каухерда. Колин нарядился в старика, а во время шоу показывали его любимые видео в истории программы вместе с прощальными сообщениями от других представителей СМИ.

## Турнир видео
Во время определённых эпизодов ведущие проводят турнир между 16 спортивными видео. В каждом раунде зрители голосуют за лучшее видео. С самого начала шоу было проведено три таких турнира:
- 23 декабря 2009 года видео-турнир All-Valley был проведён между 16 любимыми веб-видеороликами года команда «SportsNation». Победителем стал Pool Domination на YouTube
- 11 февраля 2010 года в видео-турнире Posterized участвовало 16 видео со слэм-данками. Выиграл Скотти Пиппен с данком против Патрика Юинг 20 мая 1994 года.
- 15 марта 2010 года в турнире участвовало 16 лучших баззер-битеров в истории NCAA. Победителем стал Лоренцо Чарльз из Университета штата Северной Каролины, чей бросок принёс победу его команде в матче против Хьюстонского университета в чемпионате 1983 года.

## «Winners Bracket»
В апреле 2010 года команда «SportsNation» создала спектакль под названием «Winners Bracket», который транслировался в субботу, ведущими были Мишель Бидл и Марселлус Уайли. Основное внимание в шоу — это турнир, в котором 16 основных моментов недели участвуют в голосовании зрителей. В дополнение к турниру, в шоу также показывается обратный отсчёт 20-ти «слабых мест» недели и веб-видео, многие из которых были показаны на «SportsNation» в прошлом.

## Студенческий футбол
В сентябре 2010 года на ESPNU прошла премьера выпуска о студенческом футболе. Программа транслируется в 10 часов утра каждую субботу во время регулярного сезона студенческого футбола и который ведут Кэссиди Хаббарт и Кристиан Фауриа.

## Аудитория
Средняя аудитория «SportsNation» очень молода (13-25 лет) по сравнению с другими программами ESPN. ESPN отметила, что целевой аудиторией шоу являются студенты колледжа, мужчины в возрасте 20 лет и подростки. По словам создателя Джейми Горовица, средний возраст типичной аудитории «SportsNation» составляет 30.

## Приглашённые ведущие
Если основной ведущий хозяин болен или находится в отпуске, на шоу приглашаются гостевые ведущие (обычно из программы «SportsCenter» или репортёры ESPN). Регулярными гостевыми ведущие бывают Дари Новха, Дана Джейкобсон, Тим Киоун и Уэнди Никс.
Начиная с лета 2012 года для серии матчей студенческого футбола, для замены ведущих, были приглашены ведущая ESPNews Кэссиди Хаббарт и футбольный аналитик ESPN Кристиан Фауриа.
Совсем недавно к основным ведущим присоединился Элзи Грандерсон.
Профессиональный борец Джон Сина принял участие в двух эпизодах «SportsNation» в 2013 году.